# Arwad (film)
Pour plus de détails, voir Fiche technique et Distribution.
Arwad est un film québécois réalisé par Dominique Chila et Samer Najari, qui est sorti en 2013.

## Synopsis
Empreint d'une profonde nostalgie à la suite de la mort de sa mère, Ali quitte son foyer et sa famille à Montréal au Québec pour retourner sur l'île où il a grandi, Arwad en Syrie. Il part avec Marie, sa maîtresse. 

## Fiche technique
- Titre original : Arwad
- Réalisation : Dominique Chila, Samer Najari
- Scénario : Samer Najari
- Musique : Robert Marcel Lepage, Radwan Ghazi Moumneh
- Direction artistique : Éric Barbeau
- Décors : Éric Barbeau
- Costumes : Valérie Gagnon-Hamel
- Photographie : Pierre Mignot
- Son :  Sylvain Vary, Olivier Calvert et Clovis Gouaillier
- Montage : Mathieu Bouchard-Malo
- Production : Galilé Marion-Gauvin, Marcel Jean et Samer Najari
- Société de production : Les productions Unité Centrale
- Société de distribution : FunFilm
- Pays d'origine :  Canada
- Langue originale : français
- Format : couleur
- Genre : drame
- Durée : 105 minutes
- Dates de sortie :
  - Canada : 12 octobre 2013 (Festival International du nouveau cinéma et nouveau média)
  - Pays-Bas : 28 janvier 2014 (Festival international du film de Rotterdam)[1]
  - États-Unis : 29 avril 2014 (Festival international du film de Newport)[2]
  - États-Unis : 17 octobre 2014 (Woodstock Film Festival (en))[3]
  - Tunisie : 2 décembre 2014 (Journées cinématographiques de Carthage)[4]

## Distribution
- Ramzi Choukair : Ali
- Fanny Mallette : Marie Bouchard
- Julie McClemens : Gabrielle
- Dalal Ata : mère d'Ali (âgée)
- Yasmine Antabli : Laïla
- Angelina Fioramore : Salma